# Avenida Júlio de Castilhos
La Avenida Júlio de Castilhos es una importante avenida de la ciudad de Porto Alegre, Brasil. Es uno de los ejes principales del Centro Histórico de la ciudad. Va desde la Avenida Borges de Medeiros, frente al Mercado Público hasta la Rúa da Conceição frente a la estación rodoviaria.
La apertura de la avenida fue ideada en 1914 y fue considerada imprescindible para la remodelación del centro. Los trabajos de demolición de casas que ocupaban ese espacio se iniciaron en 1925 por el intendente Otávio Rocha y la avenida fue inaugurada en 1928 por el intendente Alberto Bins en una ceremonia presidida por el gobernador Borges de Medeiros. Es una avenida que sirve para descongestionar la paralela rúa Voluntários da Pátria.